# فیصل اقبال
فیصل اقبال (انگلیسی: Faisal Iqbal؛ زادهٔ ۱۶ اوت ۱۹۹۲) بازیکن فوتبال اهل پاکستان است.
وی همچنین در تیم‌های ملی فوتبال زیر ۲۳ سال پاکستان و پاکستان بازی کرده است.